# البروتين المرتبط بالهرمون الدريقي
البروتين المرتبط بالهرمون الدريقي (PTHrP)، عضو بروتيني ينتمي لعائلة الهرمون الدريقي التي تفرزها الخلايا الجذعية المتعلقة باللحمة المتوسطة. يُفرز البروتين عادةً من قبل الخلايا السرطانية (سرطان الثدي، وبعض أنواع سرطان الرئة بما فيها السرطان الرئوي حرشفي الخلايا). يؤدي البروتين أيضًا بعض الوظائف الطبيعية في العظام والأسنان والأوعية والأنسجة الأخرى.

## وظيفته
يعمل البروتين المرتبط بالهرمون الدريقي كهرمون صماوي وذاتي ونظير صماوي وداخلي. ينظم نمو العظم داخل الغضروف عبر الحفاظ على عرض ثابت لصفيحة النمو داخل الغضروفية. ينظم أيضًا التفاعلات الطلائية اللحمية المتوسطة خلال تكوّن الغدد الثديية.

### بزوغ الأسنان
يلعب البروتين المرتبط بالهرمون الدريقي دورًا بالغ الأهمية خلال الطور داخل العظمي من بزوغ الأسنان، إذ يعمل كجزيء إشارة ويحرض الارتشاف العظمي الموضعي. دون هذا البروتين، لن يُرتشف الجُريب العظمي المحيط ببصيلة السن، وبالتالي لن يبزغ السن. في سياق بزوغ السن، يُفرز البروتين المرتبط بالهرمون الدريقي من خلايا ظهارة المينا المتراجعة.

### الغدد الثديية
يساعد البروتين في النمو الطبيعي للغدد الثديية. يعتبر مهمًا في الحفاظ على برعم الثدي. يتسبب عوز البروتين المرتبط بالهرمون الدريقي أو عوز مستقبلاته إلى تغير مصير برعم الثدي وتحوله إلى بشرة مجددًا. خلال الإرضاع، قد ينظم حركة الكالسيوم وانتقاله إلى حليب الأم بالمشاركة مع المستقبلات الحساسة للكالسيوم، كما ينظم أيضًا انتقال الكالسيوم عبر المشيمة.

### فرط كالسيوم الدم الخلطي الخبيث
ترتبط وظيفة البروتين بالهرمون الدريقي «الطبيعي». حين يفرز ورم ما البروتين المرتبط بالهرمون الدريقي، قد يحدث فرط كالسيوم الدم. يمثل هذا الارتفاع أحيانًا العلامة الأولى للخباثة، يعتبر فرط كالسيوم الدم الناتج عن البروتين المرتبط بالهرمون الدريقي ظاهرة أباعد ورمية. يعد البروتين مسؤولًا عن معظم حالات فرط كالسيوم الدم الخلطي الخبيث.
يشترك البروتين المرتبط بالهرمون الدريقي بنفس النهاية الأمينية مع الهرمون الدريقي، وبالتالي يرتبط بنفس المستقبلات، أي النوع الأول من مستقبلات الهرمون جار الدرقي (بي تي إتش 1). يستطيع البروتين المرتبط بالهرمون الدريقي أداء معظم وظائف الهرمون الدريقي بما في ذلك زيادة الارتشاف العظمي وإعادة امتصاص الكالسيوم في النبيب البعيد، وتثبيط نقل الفوسفات في النبيب القريب. يفتقر البروتين المرتبط بالهرمون الدريقي إلى التثبيط الراجع الطبيعي الذي يحدث عند زيادة الهرمون الدريقي.
لكن، تعتبر قدرة البروتين المرتبط بالهرمون الدريقي على تحريض إنتاج 1,25 ثنائي هيدروكسي الفيتامين د أقل من قدرة الهرمون الدريقي نفسه. بالتالي، لا يزيد البروتين الامتصاص المعوي للكالسيوم.

## وراثيات
لوحظت أربع عوامل نسخ موصلة وصلًا بديلًا ترمز نظيرين بروتينيين مختلفين. يتواجد أيضًا دليل على بدء ترجمة بديل من موقع بدء غير AUG (أي CUG أو GUG)، داخل إطار كودون AUG البادئ وفي نهايته، لإحداث أشكال نووية من هذا الهرمون.

## اكتشافه
عُزل هذا البروتين لأول مرة عام 1987 من قبل فريق تي جاي مارتن في جامعة ملبورن. بين مياو وآخرون أن اضطراب الجين المسؤول عن البروتين المرتبط بالهرمون الدريقي لدى الفئران تسبب بحدوث نمط ظاهري قاتل وتشوهات عظمية مميزة، ما يشير إلى أن البروتين المرتبط بالهرمون الدريقي يؤدي وظائف فيزيولوجية.

## التفاعلات
ثبت أن البروتين المرتبط بالهرمون الدريقي يتآثر مع KPNB1 والأريستين بيتا 1.